# 鉄道公安職員
鉄道公安職員（てつどうこうあんしょくいん）は、日本国有鉄道の職員の一形態である。
「鉄道公安官」または｢公安官｣、「公安（公安警察などと明確に区別できる文脈においてのみ）」と俗称されることが多かった。

## 概要
国鉄用地内での痴漢、すり、置き引き、機器の盗難などの窃盗犯罪、立入禁止箇所への無断忍び込み、キセル乗車や無賃乗車といった不正乗車の摘発等の犯罪の予防を行う治安維持と、国鉄用地内において発生した犯罪の捜査、被疑者逮捕の執行を職掌とする職員であり 特別司法警察職員に準ずる職である。
身分証票は動輪紋章（蒸気機関車の動輪と桐の組み合わせ）に「鉄道公安職員手帳」の文字（すべて金箔押し）入りの手帳であった。
「鉄道公安職員の職務に関する法律」では「日本国有鉄道の施設内において公安維持の職務を掌る日本国有鉄道の役員又は職員で、法務大臣と運輸大臣が協議をして定めるところに従い、日本国有鉄道総裁の推薦に基づき運輸大臣が指名した者は、これを鉄道公安職員と称し、日本国有鉄道の列車、停車場その他輸送に直接必要な鉄道施設内における犯罪並びに日本国有鉄道の運輸業務に対する犯罪について捜査することができる」としていた。
当初は司法警察職員としての権限は弱かったが、1950年（昭和25年）に定められた「鉄道公安職員の職務に関する法律」施行後は司法警察職員としての権限も強化され、武器（拳銃・警棒）の携帯、事件事故の捜査、令状の取得、被疑者の逮捕、証拠品の差し押さえが可能となった。しかし、現行犯人又は被疑者を逮捕した場合には、これを検察官又は警察職員に引致しなければならないとされ、勾留・留置ができなかった（したがって留置施設も存在しなかった）。また、鉄道公安職員の捜査は、日本国有鉄道と一部の私鉄の列車、停車場その他輸送に直接必要な鉄道施設以外の場所においては、行うことができないとされ、司法警察権の行使もあくまでも国鉄の鉄道用地内に限られた。つまり日本では他に類を見ない、自衛隊警務官同様の「施設内警察」だったのである。ただし特例で、1978年から1983年まで実施された成田空港航空燃料輸送（暫定輸送）の際に、鹿島臨海鉄道構内においても運輸大臣の許可のもとで拳銃を携帯して警備にあたっていた。これは反対運動（三里塚闘争）を支援する極左暴力集団による襲撃の恐れがあったためである。
拳銃の携帯は法律上は認められていたものの、連合軍の指導のもと導入された機種がコルト社製のオフィシャルポリスなど大型なものであったことや国鉄職員が拳銃を携帯することで旅客に威圧感を与える懸念があること、そもそも混雑するターミナル駅構内や列車内が活動の中心であり、発砲することで他の乗客に危険が及ぶ可能性もあることから、通常は拳銃は携帯せずに警棒または特殊警棒のみを携帯していることが多かった。実際の拳銃の携帯は 国賓の警衛、日本銀行券(紙幣)の輸送警備時（積卸時の構内警備・輸送中の専用荷物車（マニ34→マニ30）への添乗）などの際に行われていた。
前述の駅構内の巡察や列車への警乗は「第2種警備」と呼ばれており、この際には拳銃は携帯せず、特殊警棒と手錠、無線通信機だけを携帯することとなっていた。
なお拳銃の訓練は委託を受けた各都道府県の警察学校で行われていたが、鉄道公安職員の中には国民体育大会の拳銃競技に出場し、警察官よりも高い得点を取って金メダルを獲得した者も存在した。しかし、鉄道公安職員制度発足から廃止までの間に「実戦での発砲」は一件も記録されていない。
警棒についても、雑踏や車内での活動に支障がないよう、比較的早い時期から伸縮式の特殊警棒が採用されていた。これは私服警官他当時の一部の警察官も使用していたものと同型で、現在の警察官が使用しているものより短いものであった。着装する位置も、現在の警察官（帯革の左腰後側に吊る）とは異なり、帯革の左腰前側に付けた革製ホルダーに納めていた。
また、鉄道公安職員で編成する集団的警備組織（警察の機動隊に相当）として、鉄道公安機動隊が全国で5隊（東京・大阪・札幌・新潟・門司）編成・配備されていた。

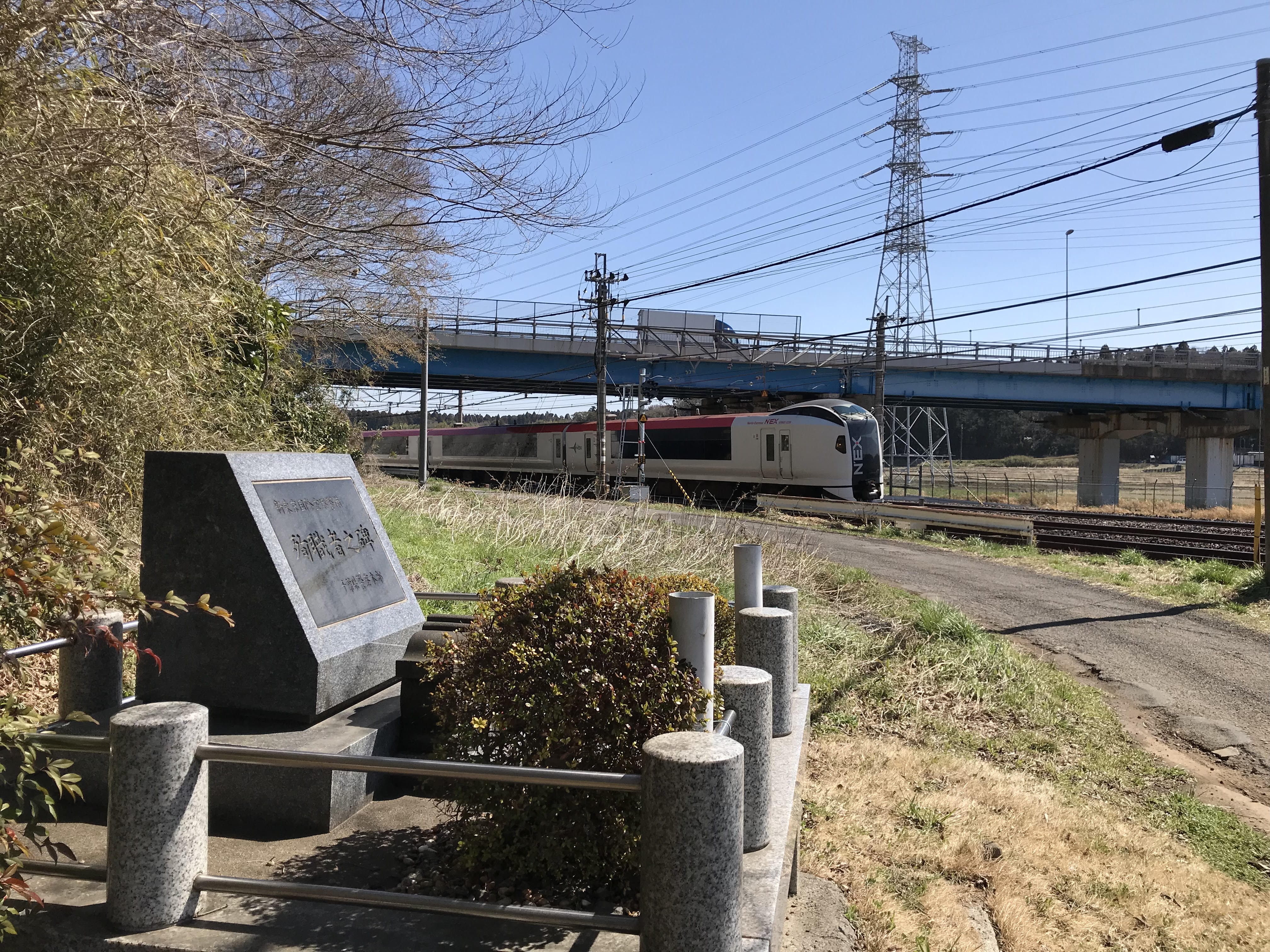
ヘリコプター事故の慰霊碑

被疑者の逮捕時に負傷する職員も多く報告されているが、鉄道公安職員として職務中の殉職が認められたのは、1977年に成田空港航空燃料輸送警備を上空から行っていた日本農林ヘリコプター所有のヘリコプターが、エンジントラブルにより墜落し、公安職員2人が死亡した例のみである。
1960年代に国鉄の合理化に反対する労働組合員らが各地でデモやピケッティングを行った際には、現地の警察官とともに参加者の整理や排除に動員されていた記録が残る。

## 制度発足の経緯

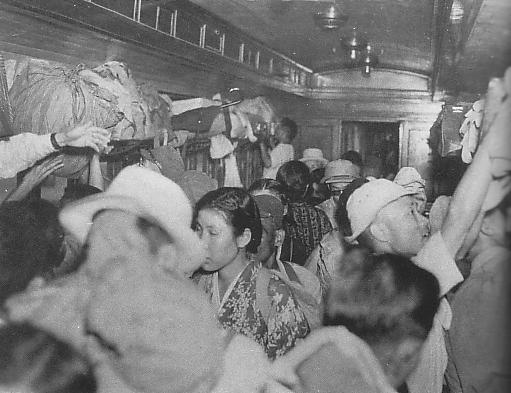
当時の列車内の異常な混雑の様子（1946年7月）

日本の鉄道の発達に伴い、その車上の治安維持の必要性が高まったことから、1922年から、警察官が警戒のために乗り込む「移動警察」制度が開始された。しかし翌1923年の勅令第528号により、専務車掌が列車内で司法警察職員としての職務を行いうるとの勅令が定められたこともあって、1927年にはこの制度は廃止された。その業務を引き継いで、鉄道省に「鉄道司法警察官吏」という職員が設置されたが、駅長などの駅員や車掌の兼務職であり、警察業務専任の職員は存在していなかった。
第2次世界大戦終結直後の戦後混乱期は、電力・石炭事情の悪化に伴う列車運行数の激減、極端な食糧不足に伴う買い出し客の殺到、そして全般的な治安悪化の影響もあり、駅や列車内においても治安が極度に悪化し、犯罪が横行していた。このことから、まず1946年3月から、試験的に警視庁による警乗が行われ、東京-横浜間の東海道線主要列車に警部補以下8名の制服警官を乗車させて警戒に当たったところ、きわめて良好な成績を収めた。運輸省としても、1946年7月には鉄道司法警察官吏の職務を拡大して治安維持を図ったものの、当時、これに該当する職員は1,500名に満たず、また経験不足のものも多かった。
このことから警視庁が行った試験警乗の成果が着目され、内務省と運輸省の協議により、まず1947年1月22日から東海道線・山陽線の第1・4・5・8の各列車について、警察官による警乗が開始された。警視庁の場合、本庁勤務の警部補または巡査部長を班長とする制服巡査2人のほか、刑事・経済係の刑事各1人により編成されていた。この成果は極めて良好であり、1947年5月1日からはこれら区間の短距離列車、そして6月1日からは全国主要線にも全面的に警乗が開始された。
これによって列車内の秩序は全国的に著しく改善されたものの、運輸省としては、列車内の治安はやはり鉄道当局の責任であるとの意識が強かった。このことから、1947年4月、鉄道当局自らの治安維持担当官として設置されたのが鉄道公安職員であった。その後1949年（昭和24年）の日本国有鉄道発足に伴い、「鉄道公安職員の職務に関する法律」（昭和25年法律第241号）により鉄道公安制度が確立された。鉄道公安職員は、鉄道管理局及び主要駅に置かれた鉄道公安室に所属し、統括部署として日本国有鉄道本社の中に公安本部が置かれていた。人数はおおよそ3000人規模であった。
なお、本制度の発足に伴い、警察官による警乗は1947年12月末をもって一旦打ち切られたものの、制度発足期の混乱もあって列車内の治安が再度悪化したことから、国家地方警察本部の指示により、1948年7月から再度警乗が行われたこともあった。

## 国鉄分割民営化と鉄道公安職員の廃止
1987年（昭和62年）4月1日の国鉄分割民営化に伴い、民間企業のJR社員が司法警察権を持つことやそれに伴う拳銃所持は適当ではないとされ、鉄道の警察は各都道府県の警察組織に組み込まれた。
大部分の公安職員は鉄道公安制度の廃止に伴う特別措置として実施された警察官採用試験を受けてそれぞれの旧職相当の階級を持つ警察官になったが、「鉄道マンでありたい」との考えから採用試験を受けずJRや鉄道他社の社員を選んだ者もいた。
鉄道公安職員出身の警察官は鉄道警察隊専従としてではなく、他の警察官と同等の立場で採用されたため、その後の異動によって地域課での交番勤務や航空隊のパイロット、刑事課など各都道府県警察の他の部署にも配属されている。定年退職後に交番相談員を務める者もいる。
鉄道公安本部長は警察官僚が出向して務めることが通例となっていた。逆に、国鉄のキャリア組職員が警察に出向し、澄田信義など警察本部長を務めた例もある。組織の任務や権限などから鉄道公安と警察の間では密接な協力が行われており、国鉄分割民営化以前から両者の関係はおおむね良好であったと記録されている。

## 鉄道公安職員の教育
国鉄の教育研修機関である鉄道教習所（のちに「鉄道学園」と改称）に公安科が設けられ、新規採用された職員はここで3か月間の教育を受けた。
また、中堅幹部職員の養成のために中央鉄道学園に高等部公安科の課程が設けられていた。

## 鉄道公安職員以外の司法警察職員
「司法警察職員等指定応急措置法（昭和23年12月9日法律第234号）」により、鉄道公安職員とは別に、日本国有鉄道の役員、駅長、駅の助役および車掌区の長ならびに日本国有鉄道の職員で旅客公衆の秩序維持または荷物事故防止の事務を担当するもののうちから、運輸大臣が定める運輸省の職員が検事正と協議して司法警察員を指定し、日本国有鉄道の駅または車掌区の助役および車掌、運転士、機関士ならびに日本国有鉄道の職員で旅客公衆の秩序維持または荷物事故防止の事務を担当するもののうちから、運輸大臣が司法巡査に指定していた。この司法警察職員には、捜査権や武器携帯の権利はなかった。この制度は駅構内や列車内等での秩序維持のために特に設けられていたものである。